# Дело о коррупции в партии «Наш дом Израиль»
Дело о коррупции в партии «Наш дом Израиль» (НДИ), также известное как «Дело НДИ» и «Дело 242» — судебное дело о коррупции в израильской политической партии НДИ, фигурантами которого стала большая группа ее руководителей и активистов.
В рамках этого процесса, включавшего в себя свыше 15 отдельных уголовных дел, 17 человек были признаны виновными в преступлениях, связанных с дачей и получением взяток, злоупотреблением служебным положением, отмыванием капитала, налоговыми нарушениями и мошенничеством.
Основным преступлением была незаконная передача средств господдержки (в размере миллионов шекелей) некоммерческим, коммерческим и государственным организациям в обмен на поддержку и «откат» части переводимых сумм. Эти незаконные доходы затем использовались членами НДИ как в личных целях, так и для финансирования политических нужд партии.

## Расследование полиции
В течение примерно 2 лет дело тайно расследовалось подразделением «Лахав 433» израильской полиции (под кодовым названием «Дело 242»), после того, как государственное учреждение пожаловалось, что от него требуют выплатить взятку за получение государственной поддержки. Результаты расследования были опубликованы одновременно с арестом ключевых подозреваемых в декабре 2014 года. По данным полиции, в рамках следствия было заключено соглашение, согласно которому один из фигурантов дела выступал как «государственный свидетель», и в течение длительного времени собирал для следствия доказательства против подозреваемых. В дальнейшем аналогичные соглашения были подписаны с несколькими другими задержанными по делу; их точное количество было засекречено. Один из причастных к делу, медиа-консультант Амнон Либерман, впоследствии ставший «государственным свидетелем», после допроса пытался покончить жизнь самоубийством.

## Судебные процессы

### Передача обвинительных заключений в суд
В августе 2017 года прокуратура передала в суд первые обвинительные заключения по делу, в частности, против генерального секретаря НДИ Фаины Киршенбаум, обвинённой во взяточничестве, мошенничестве и злоупотреблении доверием, отмывании денег и налоговых правонарушениях, а также против бывшего директора министерства сельского хозяйства Рами Коэна, который обвинялся во взяточничестве, даче взятки, попытке дачи взятки, отмывании денег, получении выгоды обманным путем, угрозах, фальсификации документов при отягчающих обстоятельствах, фальшивой регистрации в корпоративных документах и воспрепятствовании судебному разбирательству.

### Приговоры
| Осужденный                   | Обвинение                                                                                      | Дата приговора | Наказание |
| ---------------------------- | ---------------------------------------------------------------------------------------------- | -------------- | --- |
| Эфи Пелес                    | Злоупотребление доверием                                                                       | октябрь 2017   | 6 месяцев общественных работ, 12 месяцев лишения свободы условно и штраф 57 000 шекелей                                                                               |
| Стас Мисежников              | Мошенничество и злоупотребление доверием                                                       | октябрь 2017   | 1 год и три месяца лишения свободы |
| Ирена Вольдберг              | Дача взяток                                                                                    | январь 2018    | 6 месяцев общественных работ и штраф в 30 000 шекелей |
| Давид Годовский              | Вымогательство взятки, получение взятки и отмывание денег (осужден в рамках досудебной сделки) | март 2018      | 6 лет лишения свободы, 12 месяцев условно, штраф 120 000 шекелей, конфискация страхового полиса на сумму 67 209 шекелей                                               |
| Матан Дахан                  | Дача взяток                                                                                    | апрель 2018    | 6 месяцев общественных работ и 8 месяцев условно |
| Стивен Леви                  | Обман доверия, оказанного корпорации                                                           | апрель 2018    | 3 месяца общественных работ и еще 3 месяца условно |
| Батья Коэн (жена Рами Коэна) | Воспрепятствование судебному разбирательству                                                   | апрель 2018    | 6 месяцев условно и штраф в 35 000 шекелей |
| Моше Калиски                 | Посредничество в получении взяток и содействие в подделке документов                           | июль 2018      | 8 месяцев общественных работ, лишение свободы условно и штраф в 200 000 шекелей                                                                                       |
| Дов Литвиноф                 | Мошенничество и злоупотребление доверием                                                       | октябрь 2018   | 3 месяца общественных работ и диффамация, 6 месяцев лишения свободы условно и штраф в 10 000 шекелей                                                                  |
| Хаим Бен Шошан               | Пособничество в даче взятки                                                                    | ноябрь 2018    | 6 месяцев общественных работ, 8 месяцев лишения свободы условно и штраф в 40 000 шекелей                                                                              |
| Дэниель Элинсон              | Дача взяток                                                                                    | ноябрь 2018    | 9 месяцев общественных работ |
| Тали Кейдар                  | Дача взяток                                                                                    | июль 2019      | 10 месяцев тюрьмы |
| Ронан Моше                   | Пособничество в мошенничестве и злоупотребление доверием                                       | сентябрь 2019  | 9 месяцев общественных работ и штраф в один миллион шекелей |
| Исраэль Иегошуа              | Пособничество в злоупотреблении доверием, налоговые преступления                               | март 2021      | 7 месяцев общественных работ и штраф в 2,7 миллиона шекелей |
| Фаина Киршенбаум             | Получение взяток, присвоение государственных средств                                           | март 2021      | Первоначальный срок в 10 лет лишения свободы и штраф в 900 000 шекелей после апелляции в Верховный суд сокращены до 7,5 лет и штрафа в 500 000 шекелей соответственно |
| Рами Коэн                    | Получение взяток                                                                               | март 2021      | Приговор областного суда — 30 месяцев заключения и штраф в 180 000 шекелей; после обжалования в Верховном суде срок заключения сокращён до 18 месяцев лишения свободы |
| Алекс Вижницер               | Вымогательство взяток                                                                          | июнь 2021      | 2 года тюремного заключения, лишение свободы условно и штраф в 850 000 шекелей                                                                                        |

## Последствия
Партия «Наш дом Израиль» была серьёзно ослаблена расследованием дела о коррупции в её рядах, начатым незадолго до парламентских выборов 2015 года. В результате количество мандатов партии в Кнессете сократилось до 6 (а в 2016 году, вследствие ухода из партии Орли Леви-Абуксис, и до 5), по сравнению с 15 мандатами на выборах 2013 года.

## Оценки
После начала расследования в 2014 году, НДИ и её глава Авигдор Либерман критиковали полицию, заявляя о связи расследования с выборами в Израиле. После вынесения в 2021 году приговора генеральному секретарю партии Фаине Киршенбаум за взяточничество на протяжении ряда лет и присвоение около 2 миллионов шекелей государственных средств, НДИ раскритиковала решение суда как «строгое» и выразила надежду на смягчение приговора.
Генеральный инспектор полиции Йоханан Данино назвал в 2015 году «дело НДИ» одним из крупнейших расследований коррупции в истории Израиля. Депутат Кнессета Амихай Шикли (Новые правые) оценил совершённые преступления как «один из серьёзнейших случаев коррупции в истории страны» и «позор». Движение за качество власти приветствовало приговор Киршенбаум, отметив: «Коррупция власти должна иметь свою цену. Избранники общества, поступавшие с общественными деньгами как со своими, а затем при расследовании набравшие в рот воды и затруднявшие работу правоохранительных органов, должы получать строжайшее из наказаний, предусмотренных законом».